# 細川常成
細川 常成（ほそかわ つねなり）は、江戸時代の武士。細川六位蔵人家出身。有栖川宮の諸大夫。細川元福（ほそかわ もととみ）とも。

## 概要
万治2年（1659年）に生まれた。『地下家伝』によると、父親は「後水尾院蔵人細川源長益末子」とされる。貞享2年（1685年）に成立した「細川之系図」によると細川常勝の子とされ、長益は法名とされる。
延宝7年（1679年）3月30日には正六位下・相模守に叙任されている。天和元年（1682年）11月21日には主計頭に任じられ、貞享2年（1685年）10月29日には従五位下に叙され元福へと改名した。元禄4年（1691年）4月10日に33歳で死去した。